# استخراج الفينول
استخراج الفينول هو تكنولوجيا المعالجة المستخدمة لإعداد الفينولات والمواد الخام والمركبات أو المواد المضافة لمعالجة الأخشاب الصناعية والصناعات الكيميائية. استخراج الفينول هو أيضًا عملية مختبر لتنقية عينات الحمض النووي.
في هذه الطريقة، يتم الجمع بين مزيج من حمض TE (أو حمض تريس-ثنائي أمين الإيثيلين رباعي حمض الاسيتيك) والفينول مع حجم متساو من عينة الحمض النووي مائي. بعد الانفعالات وفصل الطرد المركزي، يتم استخراج الطبقة مائي، ومعالجتها بشكل أكبر مع الأثير. ثم يتركز الحمض النووي عن طريق هطول أمطار الإيثانول.
وغالبا ما تستخدم تقنية استخراج الفينول لتنقية عينات من الأحماض النووية المأخوذة من الخلايا. للحصول على عينات من الحمض النووي، يجب أن تكون الخلية مشقوقة والأحماض النووية منفصلة عن جميع المواد الخلوية الأخرى. الفينول هو مركب مفيد لتحطيم المواد الخلوية الزائدة التي من شأنها أن تلوث عينة الحمض النووي.

الفينول (C6H5OH) هو مركب للذوبان في الماء يتكون من مجموعة فينيل (-C6H5) مستعبدين لمجموعة الهيدروكسيل (-OH).

هناك سببان يجعل الفينول مثل هذا تنقية فعالة لعينات الحمض النووي. الأول هو أنه مركب غير قطبي. لأن الأحماض النووية هي القطبية للغاية، فإنها لا تذوب في وجود الفينول. والثاني هو أن الفينول له كثافة 1.07 ز/سم3، وهي أعلى من كثافة المياه (1.00 غرام/سم3). وهكذا، عندما يضاف الفينول إلى حل عينة الخلية الماء والفينول تبقى منفصلة. شكلين «مراحل» عندما يضاف الفينول إلى الحل ويتم طرده. هناك aqueous، المرحلة القطبية في الجزء العلوي من الحل تحتوي على الأحماض النووية والماء، ومرحلة العضوية التي تحتوي على البروتينات المشوهة وغيرها من مكونات الخلايا في الجزء السفلي من المحل. المرحلة المائية هي دائمًا على رأس العضوية لأنه، كما ذكر أعلاه، الفينول هو أكثر كثافة من الماء. الأحماض النووية هي القطبية، وبالتالي البقاء في المرحلة المائية، في حين المكونات الخلوية غير القطبية الانتقال إلى المرحلة العضوية. بعد أن تمت إضافة الفينول إلى العينة يتم طردها وشكل مراحل مائي وعضوية («الفينول»).
غالباً ما يستخدم الفينول في تركيبة مع الكلوروفورم. الغرض من إضافة الكلوروفورم إلى جانب الفينول هو ضمان فصل واضح بين المراحل مائي وعضوية. الكلوروفورم والفينول مزيج جيدًا معًا، على عكس الفينول والماء. كثافة الكلوروفورم هي 1.47 ز/سم3، أعلى من كثافة الماء والفينول. خلط الكلوروفورم والفينول يخلق حلا أكثر كثافة من الفينول وحده، وبالتالي فإن فصل العضوية من المرحلة مائي هو أكثر وضوحا مما لو كان فقط الفينول أضيف إلى عينة الخلية. هناك تلوث أقل عبر من المرحلة العضوية في المرحلة مائي. وهذا مفيد عندما يتم إزالة المرحلة مائي من الحل من أجل الحصول على عينة نقية من حمض نووي.
درجة الحموضة هو عامل مهم للنظر في تقنية استخراج الفينول. للفيرنول لتكون فعالة يجب أن تختلف درجة الحموضة من الحل وفقا لما يجري استخراجها. في حالة تنقية الحمض النووي يتم استخدام 7.0-8.0 من 7.0 إلى 8.0. إذا كان الهدف من التجربة هو الحصول على عينات من الحمض النووي الريبي المنقى، يتم استخدام رقم حُكم من حوالي 4.5. بسبب الشحنة السلبية على العمود الفقري للحمض النووي من الفوسفات، فإن خفض درجة الـ H من الحل سيؤدي إلى تحييد. درجة الحموضة من 4.5 لديه تركيز أعلى من H + الأيونات التي من شأنها تحييد شحنات الفوسفات السلبية وتسبب الحمض النووي لتذوب في المرحلة العضوية، في حين أن الجيش الملكي النيبالي لديه مجموعة إضافية من الهيدروكسيل في سكر البنتوز الذي يسمح للرنا بالبقاء في مرحلة المياه.

## روابط خارجية
- Physiology.med.cornell.edu
- Wisegeek.com